# Rajaton Rakkaus
Rajaton Rakkaus è il singolo di debutto del gruppo heavy metal finlandese Timo Rautiainen & Trio Niskalaukaus, pubblicato nel 2000.

## Tracce
1. Rajaton rakkaus – 3:42
2. Viimeinen päivä taivaan – 4:10

## Formazione
- Timo Rautiainen - voce, chitarra
- Seppo Pohjolainen - batteria, cori
- Jarkko Petosalmi - chitarra
- Nils Ursin - basso, tastiere
- Karri Rämö - chitarra